# Niponius simplicipygus
Niponius simplicipygus är en skalbaggsart som beskrevs av Reichardt 1938. Niponius simplicipygus ingår i släktet Niponius och familjen stumpbaggar. Inga underarter finns listade i Catalogue of Life.